# Tasze Kabud
Tasze Kabud – wieś w Iranie, w ostanie Azerbejdżan Zachodni, w szahrestanie Takab. W 2006 roku liczyła 183 mieszkańców.